# So Happy I Could Die
"So Happy I Could Die" (tạm dịch: Thật Hạnh Phúc, Tôi có thể Chết) là bài hát của nữ ca sĩ-nhạc sĩ người Mỹ Lady Gaga, trích từ đĩa mở rộng The Fame Monster (2009) của cô. Được truyền cảm hứng từ "Fear of Alcohol Monster" (Sự sợ hãi của con Quỷ say rượu), bài hát mang giai điệu europop, synthpop và dance-pop. Bài hát được Lady Gaga sử dụng thiết bị trợ giúp âm thanh, auto-tune. Về mặt ca từ, giống các bài hát khác trong The Fame Monster, ca khúc có chứa nội dung về tình dục.
Lady Gaga biểu diễn ca khúc chủ yếu vào chuyến lưu diễn The Monster Ball Tour năm 2009-2011 của cô.

## Xếp hạng
| Quốc gia      | Bảng xếp hạng           | Vị trí cao nhất |
| ------------- | ----------------------- | --------------- |
| Hungary       | Hungarian Singles Chart | 10              |
| Thụy Điển     | Swedish Singles Chart   | 53              |
| Liên hiệp Anh | UK Singles Chart        | 84              |